# 莎勒竹
莎勒竹（学名：Schizostachyum diffusum），或名莎簕竹，为禾本科莎勒竹属下的一个种。